# 白额燕尾
白额燕尾（学名：Enicurus leschenaulti）又称白冠燕尾，为鶲科燕尾属的鸟类，俗名中国白额燕尾、中国燕尾。分布于中国南疆诸邻国、马来西亚、印度尼西亚以及中国的甘肃、陕西、河南、广东、海南、四川、云南等地，一般栖息于溪流水边的岩石上、或在山间急流附近以及也见停息在沿溪的树丛间或村寨中的水沟边。该物种的模式产地在印度尼西亚的爪哇。

## 亚种
- 白额燕尾云南亚种（学名：Enicurus leschenaulti indicus），俗名白额燕尾滇南亚种。分布于印度、孟加拉、缅甸、泰国、老挝、越南以及中国大陆的云南等地。该物种的模式产地在印度阿萨姆邦Margherita。[3]
- 白额燕尾普通亚种（学名：Enicurus leschenaulti sinensis），是中国的特有物种。分布于甘肃、陕西、河南、南抵广东、海南、西至四川、云南等地。该物种的模式产地在中国。[4]